# Wesmaelius furcatus
Wesmaelius furcatus är en insektsart som först beskrevs av Banks 1935.  Wesmaelius furcatus ingår i släktet Wesmaelius och familjen florsländor. Inga underarter finns listade i Catalogue of Life.